# Posta de Yatasto

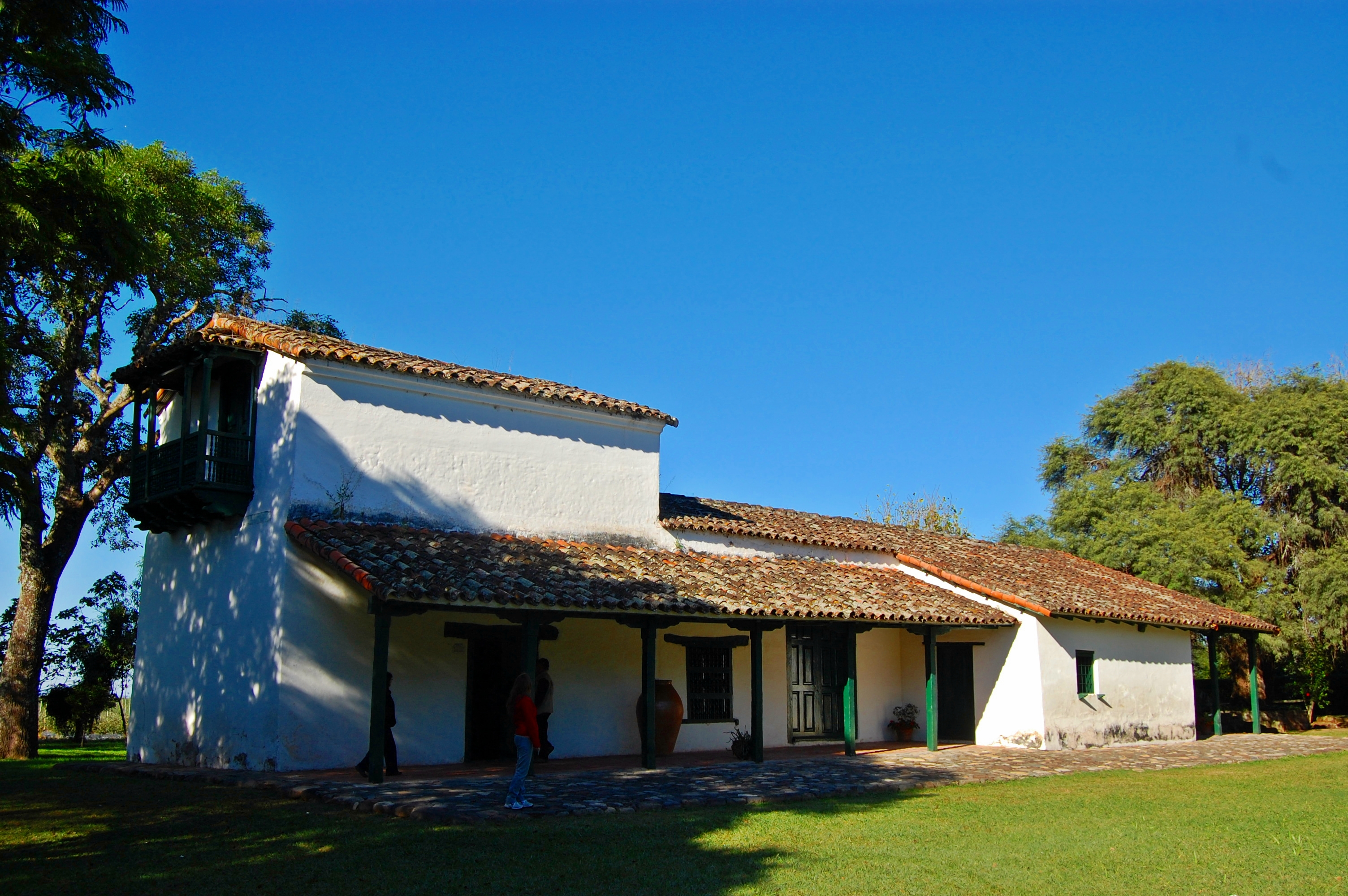
Posta de Yatasto.

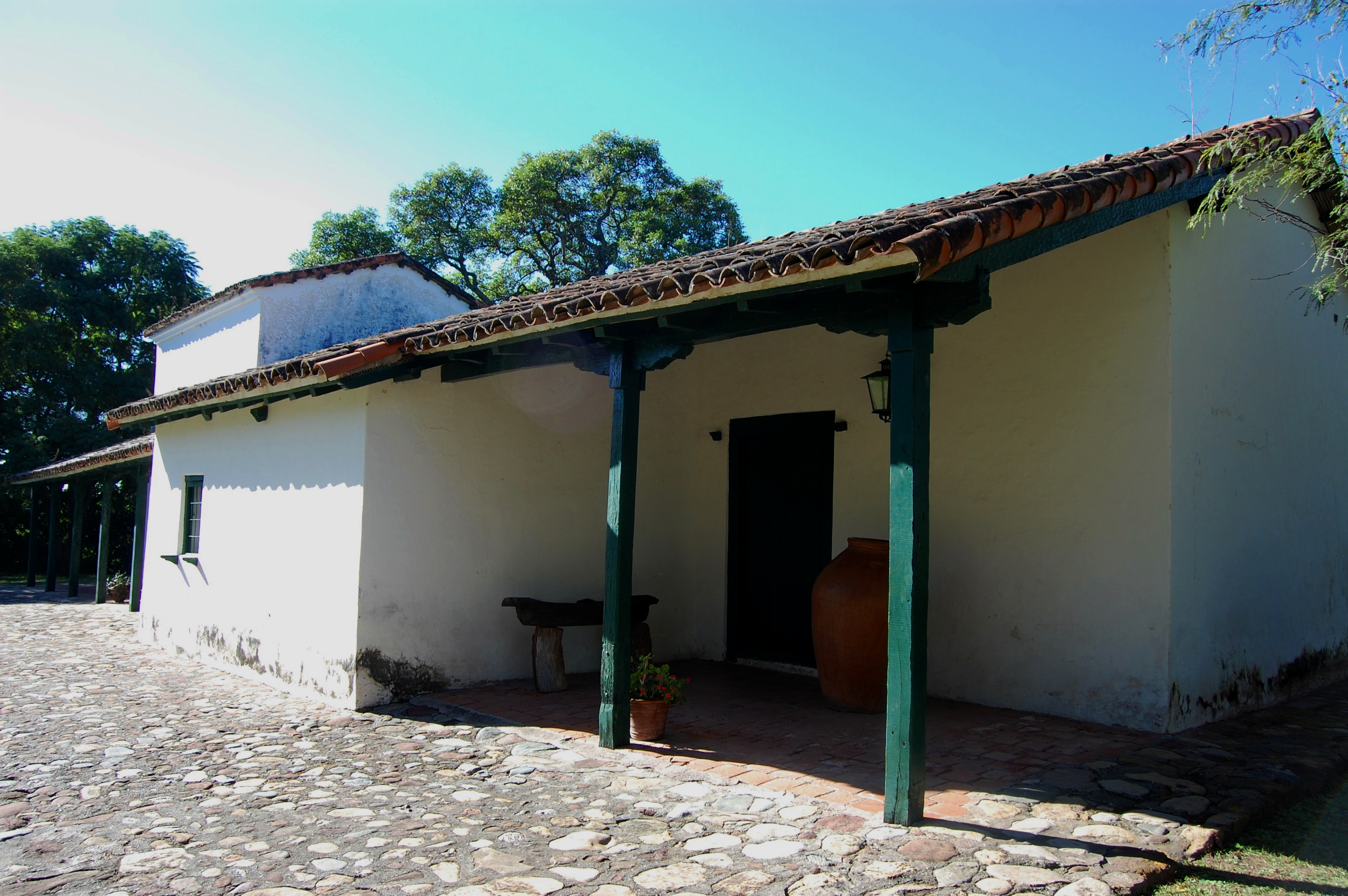

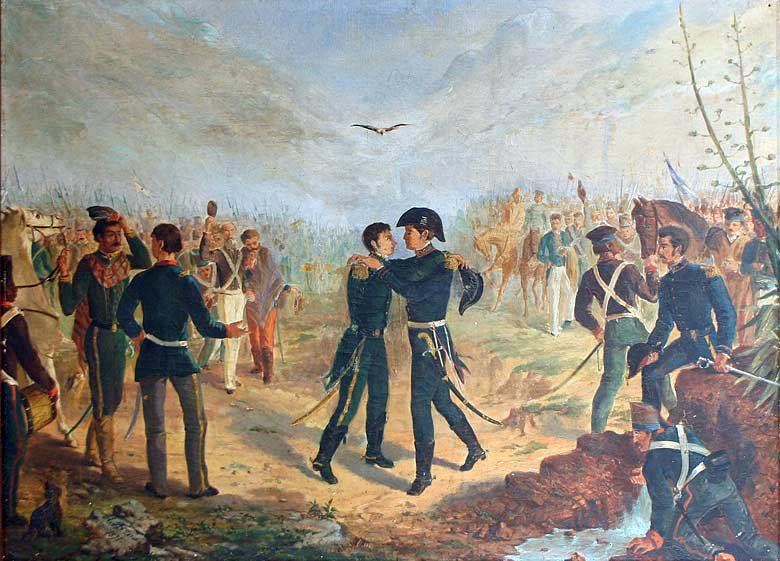
Encuentro de Manuel Belgrano y José de San Martín en la Posta de Yatasto.

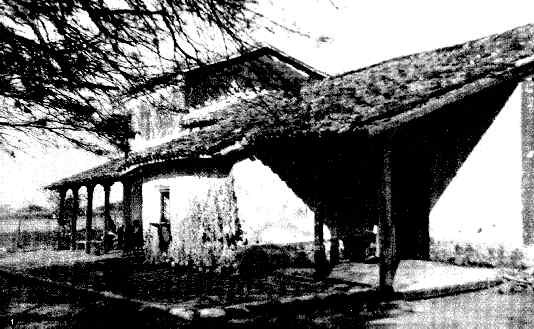
Antigua foto de la Posta de Yatasto.

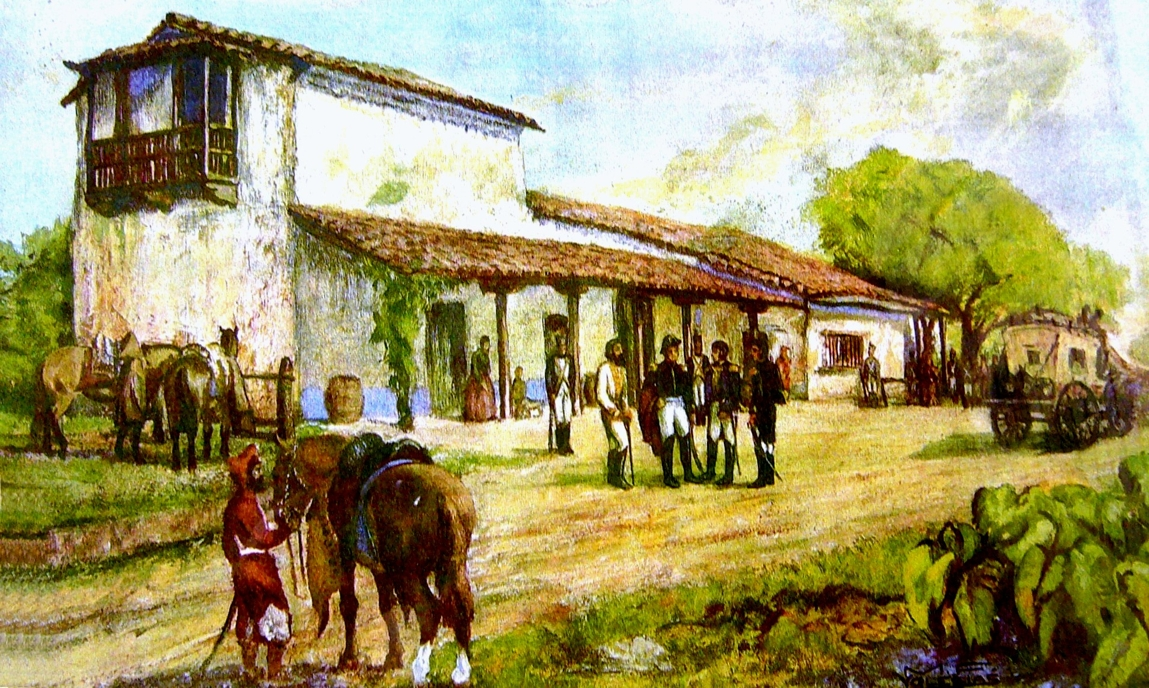
Posta de Yatasto.

La posta de Yatasto es una finca o antigua posta del camino real, cerca de San José de Metán, provincia de Salta, Argentina. Es conocida por las históricas reuniones que en ella tuvieron lugar durante la guerra de la Independencia Argentina, como el encuentro entre los próceres generales Manuel Belgrano y José de San Martín. Encuentro que sin embargo del cuadro que lo recuerda en la posta de Yatasto, según las investigaciones de Alfredo Gargaro, por un lado, y de Julio Arturo Benencia, parece haber tenido lugar en la posta de Algarrobos, a 70 km al norte, el 17 de enero de 1814.

## Historia Yatasto
Esta finca junto al río Yatasto fue construida durante la época colonial entre fines del siglo XVII e inicios del siglo XVIII, y fue utilizada como lugar de reposo y, si era necesario, para adquirir nuevas cabalgaduras, por las personas que viajaban entre Buenos Aires y el Alto Perú a través del camino real.
El coronel Vicente Toledo Pimentel la heredó y restauró en 1784. Tras la Revolución de 1810 Toledo y Pimentel adhirió a la causa de los patriotas argentinos apoyando a los ejércitos insurgentes que se desplazaban hacia el Alto Perú, mediante la contribución de 1300 caballos y 100 vacas al Ejército del Norte cuando tal fuerza era conducida por el general Juan Ramón Balcarce
La posta fue usada también por los generales patriotas para hacer el traspaso de mando, por ejemplo cuando Juan Martín de Pueyrredón fue reemplazado por el general Manuel Belgrano como jefe del Ejército del Norte el 26 de marzo de 1812 (por orden del Primer Triunvirato); más tarde, el 30 de enero de 1814, se realizaría el célebre encuentro entre Belgrano y San Martín en el cual Belgrano traspasaba el mando de las casi aniquiladas huestes argentinas a San Martín. 
Siempre se considera que en esta posta fue el encuentro entre ambos generales patriotas pero las investigaciones de los historiadores Alfredo Gárgaro y Julio Arturo Benencia sugieren que el encuentro fue el 17 de enero de 1814, a la salida de la posta de Algarrobos, en cercanías del río Juramento a unas 14 leguas de Yatasto. Al mes siguiente allí Martín Miguel de Güemes hizo su juramento.
El edificio de la posta pertenecía al casco de la estancia de Toledo y Pimentel, que consta de una planta baja con cuatro habitaciones (gran parte de las paredes de adobe encalado) contiguas incluyendo una cocina con fogón a leña, tal planta baja está abierta por su lado sur a una galería con un alero, parte de un techo saledizo, sostenido por columnas rectas de madera. En la planta superior existe una habitación a la cual se puede acceder por una escalera de madera esa habitación superior posee una ventana que mira al valle, tal ventana tiene un balcón volado; los techos “a dos aguas” están cubiertos de tejas musleras rojas de media caña.
En la actualidad solo una parte del edificio es la original. Hay restos de piedra de antiguas habitaciones y una pequeña iglesia. Se mantienen los originales cimientos de piedra.
Fue declarada Monumento Histórico Nacional de Argentina el 14 de julio de 1941, por decreto Nº 95687. Los antiguos propietarios donaron la Posta de Yatasto al Estado Argentino en 1950, y desde entondes ésta funciona como museo.
Unos 300 metros al suroeste se encuentra la Estación Yatasto del Ferrocarril General Belgrano (ramal C de dicho ferrocarril).

## Acceso
Se encuentra unos 20 km al sur de San José de Metán (tras pasar por las localidades de Metán Viejo y Paso del Durazno) rumbo a Rosario de la Frontera por la ruta nacional 9/34 (en ese tramo, antiguo Camino del Inca y antiguo Camino Real español) haciendo luego un breve desvío de unos 3 km hacia el este por un camino vecinal.